# Физический маятник
Физи́ческий ма́ятник — осциллятор, представляющий собой твёрдое тело, совершающее колебания в поле каких-либо сил относительно точки, не являющейся центром масс этого тела, или неподвижной оси, перпендикулярной направлению действия сил и не проходящей через центр масс этого тела.

## Дифференциальное уравнение движения физического маятника
Момент инерции относительно оси, проходящей через точку подвеса, по теореме Штейнера:
{\displaystyle I=I_{0}+mh^{2}=m\left(r^{2}+h^{2}\right)},
где {\displaystyle I_{0}} — момент инерции относительно оси, проходящей через центр тяжести; {\displaystyle r} — эффективный радиус инерции относительно оси, проходящей через центр тяжести.
Динамическое уравнение произвольного вращения твёрдого тела:
{\displaystyle I{\frac {d^{2}\theta }{dt^{2}}}=-M_{s}},
где {\displaystyle M_{s}} — суммарный момент сил, действующих на тело относительно оси вращения.
{\displaystyle M_{s}=M+M_{f}},
где {\displaystyle M} — момент силы тяжести; {\displaystyle M_{f}} — момент сил, вызванных трением в среде.
Момент, вызванный силой тяжести, зависит от угла отклонения тела от положения равновесия:
{\displaystyle M=mgh\sin \theta }.
Если пренебречь сопротивлением среды, дифференциальное уравнение колебаний физического маятника в поле силы тяжести:
{\displaystyle I{\frac {d^{2}\theta }{dt^{2}}}=-mgh\sin \theta }.
Если разделить обе части уравнения на {\displaystyle h} и положить 
{\displaystyle \lambda ={\frac {r^{2}+h^{2}}{h}}={\frac {r^{2}}{h}}+h},
получим:
{\displaystyle \lambda {\frac {d^{2}\theta }{dt^{2}}}=-g\sin \theta }.
Такое уравнение аналогично уравнению колебаний математического маятника длиной {\displaystyle \lambda }. Величина {\displaystyle \lambda } называется приведённой длиной физического маятника.

## Центр качания физического маятника. Теорема Гюйгенса
Центр качания — точка, в которой надо сосредоточить всю массу физического маятника, чтобы его период колебаний не изменился.
Поместим на луче, проходящем от точки подвеса через центр тяжести, точку на расстоянии {\displaystyle \lambda } от точки подвеса. Эта точка и будет центром качания маятника.
Действительно, если всю массу сосредоточить в центре качания, то центр качания будет совпадать с центром тяжести. Тогда момент инерции относительно оси подвеса будет равен {\displaystyle I=m\lambda ^{2}}, а момент силы тяжести относительно той же оси {\displaystyle -mg\lambda \sin \theta }. При этом уравнение движения не изменится.
Согласно теореме Гюйгенса,

Если физический маятник подвесить за центр качания, то его период колебаний не изменится, а прежняя точка подвеса сделается новым центром качания.

Вычислим приведённую длину для нового маятника:
{\displaystyle \lambda _{1}={\frac {r^{2}}{r^{2}/h}}+{\frac {r^{2}}{h}}=h+{\frac {r^{2}}{h}}=\lambda }.
Совпадение приведённых длин для двух случаев и доказывает утверждение, сделанное в теореме.

## Период колебаний физического маятника

### Наиболее общий случай
Для того, чтобы найти период колебаний физического маятника, необходимо решить уравнение качания.
Для этого умножим левую {\displaystyle \lambda {\frac {d^{2}\theta }{dt^{2}}}=\lambda {\frac {d}{dt}}\left({\frac {d\theta }{dt}}\right)} и правую часть этого уравнения на {\displaystyle d\theta }. Тогда:
{\displaystyle \lambda {\frac {d\theta }{dt}}d\left({\frac {d\theta }{dt}}\right)=-g\sin \theta \,d\theta }.
Интегрируя это уравнение, получаем:
{\displaystyle \lambda \left({\frac {d\theta }{dt}}\right)^{2}=2g\cos \theta +C},
где {\displaystyle C} — произвольная постоянная. Её можно найти из условия, что в ситуациях, когда {\displaystyle \theta =\pm \alpha }, должно быть {\displaystyle {\frac {d\theta }{dt}}=0} ({\displaystyle \alpha } — максимальный угол отклонения). Получаем:
{\displaystyle C=-2g\cos \alpha .}
Подставляем и преобразовываем получившееся уравнение:
{\displaystyle {\frac {d\theta }{dt}}=2{\sqrt {\frac {g}{\lambda }}}{\sqrt {\sin ^{2}{\frac {\alpha }{2}}-\sin ^{2}{\frac {\theta }{2}}}}.}
Отделяем переменные и интегрируем это уравнение:
{\displaystyle {\sqrt {\frac {g}{\lambda }}}t=\int \limits _{0}^{\frac {\theta }{2}}{\frac {d\left({\frac {\theta }{2}}\right)}{\sqrt {\sin ^{2}{\frac {\alpha }{2}}-\sin ^{2}{\frac {\theta }{2}}}}}}.
Удобно сделать замену переменной полагая {\displaystyle \sin {\frac {\theta }{2}}=\sin {\frac {\alpha }{2}}\sin \varphi }. Тогда искомое уравнение принимает вид:
{\displaystyle t={\sqrt {\frac {\lambda }{g}}}\int \limits _{0}^{\varphi }{\frac {d\varphi }{\sqrt {1-\sin ^{2}{\frac {\alpha }{2}}\sin ^{2}\varphi }}}={\sqrt {\frac {\lambda }{g}}}F\left(\varphi \setminus \alpha /2\right).}
Здесь {\displaystyle F\left(\varphi \setminus \alpha \right)} — нормальный эллиптический интеграл Лежандра 1-го рода. Для периода колебаний получаем формулу:
{\displaystyle T=4{\sqrt {\frac {\lambda }{g}}}\,\int \limits _{0}^{\pi /2}{\frac {d\varphi }{\sqrt {1-\sin ^{2}{\frac {\alpha }{2}}\sin ^{2}\varphi }}}=4{\sqrt {\frac {\lambda }{g}}}\,K\left(\sin {\frac {\alpha }{2}}\right).}
Здесь {\displaystyle K\left(\sin {\frac {\alpha }{2}}\right)} — полный нормальный эллиптический интеграл Лежандра 1-го рода. Раскладывая его в ряд, можно получить удобную для практических вычислений формулу:
{\displaystyle T=2\pi {\sqrt {\frac {\lambda }{g}}}\left\{1+\left({\frac {1}{2}}\right)^{2}\sin ^{2}\left({\frac {\alpha }{2}}\right)+\left({\frac {1\cdot 3}{2\cdot 4}}\right)^{2}\sin ^{4}\left({\frac {\alpha }{2}}\right)+\dots +\left[{\frac {\left(2n-1\right)!!}{\left(2n\right)!!}}\right]^{2}\sin ^{2n}\left({\frac {\alpha }{2}}\right)+\dots \right\}.}

### Период малых колебаний физического маятника
Если {\displaystyle \alpha \ll 1} — случай малых максимальных угловых отклонений от равновесия {\displaystyle |\theta |<\alpha } — то {\displaystyle \sin \theta \approx \theta } так как разложение синуса в ряд Маклорена {\displaystyle \sin \theta \approx \theta -\theta ^{3}/3\dots } и уравнения движения переходит в уравнение гармонического осциллятора без трения:
{\displaystyle \lambda {\frac {d^{2}\theta }{dt^{2}}}=-g\theta .}
Период колебания маятника в этом случае:
{\displaystyle T=2\pi {\sqrt {\frac {\lambda }{g}}}.}
В  иной формулировке: если амплитуда колебаний {\displaystyle \alpha } мала, то корень в знаменателе эллиптического интеграла приближённо равен единице. Такой интеграл легко берётся, и получается хорошо известная формула малых колебаний:
{\displaystyle T=2\pi {\sqrt {\frac {\lambda }{g}}}=2\pi {\sqrt {\frac {I}{mgh}}}.}
Эта формула даёт результаты приемлемой точности (ошибка менее 1 %) при углах, не превышающих 4°.
Следующий порядок приближения можно использовать с приемлемой точностью (ошибка менее 1 %) при углах отклонения до 1 радиана (≈57°):
{\displaystyle T\approx 2\pi {\sqrt {\frac {\lambda }{g}}}\left(1+{\frac {1}{4}}\sin ^{2}\left({\frac {\alpha }{2}}\right)\right)={\frac {\pi }{4}}{\sqrt {\frac {\lambda }{g}}}\left(9-\cos {\alpha }\right).}